# バッハ (小惑星)
バッハ (1814 Bach) は、小惑星帯に位置する小惑星。フローラ族のサブグループであるレギニータ族に属するとされている。ハイデルベルクのケーニッヒシュトゥール天文台でドイツの天文学者カール・ラインムートが発見した。
音楽の父ともいわれているドイツの作曲家ヨハン・ゼバスティアン・バッハにちなんで命名された。